# Eugen Hadamovsky
Eugen Hadamovsky (Berlino, 14 dicembre 1904 – Hölkewiese, 1º marzo 1945) è stato un politico e giornalista tedesco.

## Biografia
Giovanissimo, si arruolò volontario nella Reichswehr e in seguito si unì ai Freikorps. Dopo alcuni anni in cui peregrinò tra Austria, Italia, Spagna e Nord Africa, nel 1928 rientrò in Germania, e nel 1930 aderì al Partito Nazista.
A partire dal 1932 iniziò a lavorare all'ufficio propaganda del partito, e con la salita al potere di Hitler fu nominato presidente delle trasmissioni radiofoniche tedesche e vicepresidente della camera della radiofonia del Reich.
Entrò spesso in conflitto con Joseph Goebbels e nel 1942 fu rimosso da tutte le sue cariche. Nel 1943 si arruolò volontario nella Wehrmacht. Ufficiale carrista, morì poco più di un anno dopo in battaglia sul fronte orientale.

## Opere in italiano
Propaganda e Potere, traduzione e note di Giovanni Bresci, Milano, Ibex Edizioni, 2021. ISBN 979-8462262548